# Chirk Castle
Chirk Castle (walisisch Castell-y-Waun) ist ein Herrenhaus bei Wrexham in Wales. Das als Kulturdenkmal der Kategorie Grade I klassifizierte Anwesen wurde als Burg zur Sicherung der englischen Eroberung von Wales begonnen. Die Burg wurde zwar nicht direkt durch den englischen König Eduard I. errichtet, gehörte aber mit zu seinem aufwändigen Burgenbauprogramm zur Sicherung der Eroberung. Neben Powis Castle ist Chirk Castle die einzige Burg in Nordwales, die seit dem Mittelalter ständig bewohnt wurde. Vor allem im 18. und 19. Jahrhundert wurde sie zu einem prächtigen Landsitz ausgebaut.

## Lage
Die Burg liegt in einer Parklandschaft etwa drei Kilometer westlich der Stadt Chirk auf einer Anhöhe nördlich der Mündung des Ceiriog in den River Dee.

## Geschichte

### Vorläuferanlage
Bereits um 1157 wurde eine erste, Chirk Castle genannte Burg unter König Heinrich II. erbaut. Die Burg fiel 1166 an Iorwerth Goch, einen walisischen Fürsten von Powys, der zeitweise mit Heinrich II. verbündet war und mindestens bis 1168 die Burg besetzt hielt. Während der walisischen Feldzüge von König Johann Ohneland wurden die hölzernen Befestigungen der Burg 1212 erneuert, danach wird die Burg nicht mehr erwähnt.

### Die Burg im Mittelalter
Nach der Eroberung von Wales 1282 vergab König Eduard I. die südlichen Commotes von Powys Fadog an seinen Gefolgsmann Roger Mortimer, den späteren Justiciar von Nordwales. Die neue Baronie wurde Chirkland genannt, nach der Mortimer später auch Roger Mortimer of Chirk genannt wurde. Vermutlich nach der Niederschlagung der walisischen Rebellion von 1294 begann Mortimer um 1295 mit dem Bau einer neuen Burg als Mittelpunkt seiner Herrschaft. Für den Bau der mächtigen Burg erhielt er vermutlich finanzielle Unterstützung durch den König. Gesichert ist zumindest, dass der königliche Baumeister James of St. George an den Entwürfen für die Burg beteiligt war. Die Anlage der Burg besitzt Ähnlichkeiten mit der zeitgleich errichteten königlichen Burg Beaumaris. Trotz der königlichen Unterstützung war die mächtige Anlage 1322 unvollendet, als Mortimer während des Despenser War gestürzt und die Burg von dem walisischen Lord Gruffydd Llwyd erobert wurde.  Nach mehrfachem Besitzerwechsel gelangte sie in den Besitz der Earls of Arundel. Vermutlich angesichts der Bedrohung durch die Rebellion von Owain Glyndŵr ließ der 12. Earl of Arundel um 1400 den unvollendeten Burghof durch den Bau der südlichen Mauer schließen. Später fiel die Burg an die Familie Beaufort und dann an William Stanley, der vermutlich die Burgkapelle errichten oder zumindest erweitern ließ. Nach der Hinrichtung von Stanley fiel die Burg 1495 an die Krone.

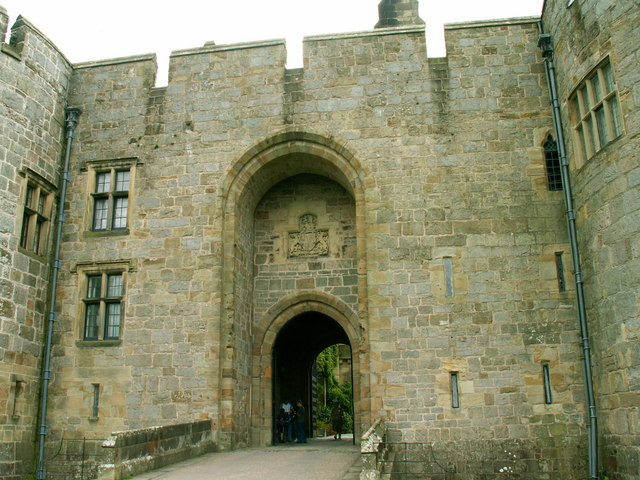
Das mittelalterliche Burgtor

### Die Burg im 16. und 17. Jahrhundert
Unter König Heinrich VIII. wurde der Südflügel neu errichtet sowie die alte Wohnhalle umgebaut. 1563 vergab Elisabeth I. die Burg an ihren Favoriten Robert Dudley, der kurz darauf zum Earl of Leicester und Baron Denbigh erhoben wurde. 1595 wurde die Burg für 5000 Pfund an den Londoner Merchant Adventurer Sir Thomas Myddelton, einem der Begründer der ostindischen Kompanie, verkauft. Myddelton, der auch Gouverneur von Denbigh Castle war, begann mit dem Ausbau der Burg zu einem Herrenhaus. Er errichtete den neuen Nordflügel, der eine Halle, Nebenräume und Küche sowie Salon und Speiseräume im Obergeschoss enthielt. Der Südflügel, der bislang die Haupträume der Burg enthielt, beherbergte von nun an die Dienerschaft.
Myddeltons Sohn, der ebenfalls Thomas Myddelton hieß, wohnte nach seiner Heirat ab 1612 in dem Herrenhaus. Er war ab 1625 Parlamentsabgeordneter für Denbighshire und gehörte während des Bürgerkriegs zu den Anhängern des Parlaments. Als Generalmajor der Parlamentstruppen eroberte er Powis Castle, doch verlor er 1643 Chirk Castle an die Royalisten. Die Burg blieb drei Jahre lang in der Hand der Royalisten, ehe sie durch Bestechung zurückgewonnen werden konnte. 1651 verlor Myddleton jedoch das Vertrauen des Regimes, und 1659 unterstützte er eine königstreue Rebellion in Cheshire, worauf Chirk Castle von Parlamentstruppen unter Generalmajor John Lambert belagert und erobert wurde. Durch Artilleriebeschuss und Feuer wurde die Burg dabei schwer beschädigt.

### Vom Wiederaufbau nach dem Bürgerkrieg bis heute
Nach der Stuart-Restauration ließ Myddleton die Ringmauern und Türme wieder aufbauen und dazu einen neuen Ostflügel mit einer Long Gallery und einem Arkadengang zum Hof errichten. Äußerlich glichen die Türme den alten Türmen, doch ihr Mauerwerk wurde wesentlich dünner ausgeführt. Nach Myddletons Tod 1666 erbte sein minderjähriger Enkel Thomas, der nach Erreichen seiner Volljährigkeit ab 1672 die Arbeiten fortführen ließ. Unter Mitarbeit des Architekten William Wynde wurden die Arbeiten um 1678 abgeschlossen. Um diese Zeit wurde auch eine prächtige Gartenanlage zu beiden Seiten einer Zentralachse nördlich der Burg errichtet.
1762 wurde unter Richard Myddelton mit einer neugotischen Umgestaltung der Wohnräume begonnen, doch der Umbau wurde bereits 1764 abgebrochen. Ab 1764 wurde der Garten und der Park durch William Emes gestaltet. Bis Ende der 1760er und in den 1770er Jahren wurden die Räume des Nordflügels im georgianischen Stil durch Joseph Turner aus Chester umgebaut. Ab 1845 erfolgte eine Umgestaltung des Herrenhauses durch Augustus Welby Northmore Pugin im Stil der Neugotik. Von 1911 bis 1946 war das Anwesen an Thomas Scott-Ellis, 8. Baron Howard de Walden vermietet. 1978 übergab die Familie Myddelton den Besitz an den National Trust, der Familie gehört aber noch ein Großteil des umgebenden Grundbesitzes. Die ehemalige Burg kann heute ganzjährig besichtigt werden.

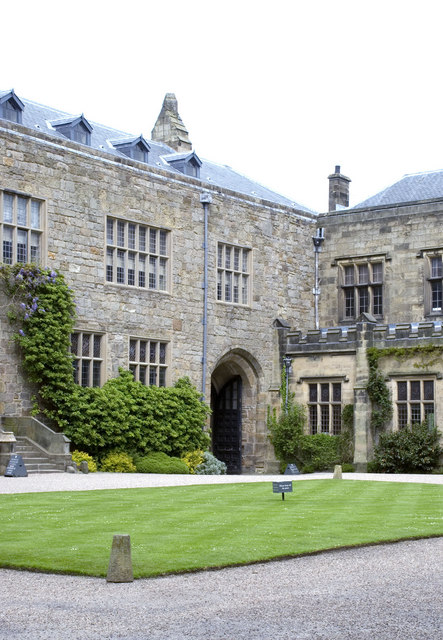
Der Innenhof der Hauptburg, links der Nordflügel mit dem Burgtor, rechts der Ostflügel

## Anlage

### Vorläuferburg
Die Befestigung des 12. Jahrhunderts lag vermutlich nahe dem Ort Chirk, wo nördlich des River Ceiriog Reste einer Motte und eines Grabens erkennbar sind. Der Burghügel ist noch über 5 m hoch und befindet sich in einer Gartenanlage.

### Äußeres der jetzigen Burg
Der prächtige Garten und die reiche Innenausstattung des jetzigen Herrenhauses stehen im Kontrast zum äußeren Erscheinungsbild mit den zinnengekrönten Türmen und den mächtigen Mauern, die allerdings nicht mehr alle mittelalterlich sind. Die mittelalterliche Burg wurde als Rechteck mit mächtiger Ringmauer, runden Ecktürmen sowie halbrunden Türmen in der Mitte jeder Seite geplant. Bis 1322 war nur die nördliche Hälfte mit insgesamt fünf Türmen vollendet, die südliche Hälfte wurde wahrscheinlich nie begonnen, so dass die Ringmauer im Osten und Westen nach dem mittleren halbrunden Turm endet. Nach Süden wird die Burg durch eine um 1400 errichtete gerade Mauer abgeschlossen. Ihre Wehrfähigkeit wurde stark vermindert, als in der zweiten Hälfte des 15. Jahrhunderts in der Südostecke ein großes Kapellenfenster im Perpendicular Style eingebaut wurde. Der besterhaltene Teil der mittelalterlichen Burg ist die nördliche Seite der Ringmauer sowie der halbrunde Adam's Tower an der Westseite. Der Turm besitzt bis 5 m dicke Mauern und enthält noch das Burgverlies. Die Ost- und Westseite der Burg sowie die östlichen Türme wurden nach 1660 neu erbaut. Die Türme sind heute dreigeschossig und schließen bündig mit der Ringmauer ab, beim Wiederaufbau wurde auf ein vermutlich früher vorhandenes viertes Stockwerk verzichtet. Die mit Zinnen versehenen Brüstungen stammen aus dem 19. Jahrhundert und ersetzten eine Balustrade aus dem 18. Jahrhundert. In die Ringmauer sind unregelmäßig Fenster eingelassen worden. Im Gegensatz zu anderen, um dieselbe Zeit in Nordwales erbauten Burgen wie Denbigh oder Harlech Castle besaß die Burg kein mächtiges Torhaus, sondern nur eine einfache, von Fallgattern und den beiden angrenzenden Türmen geschützte Tordurchfahrt an der Nordseite der Burg.
An die Innenseite der Mauer wurden im Laufe der Zeit die Wohngebäude angebaut. Die Westseite der Burg ist heute unbebaut, doch zwei Latrinen in der Mauer zeigen, dass dort im Mittelalter Gebäude aus Holz und Fachwerk angebaut waren. Die Kapelle in der Südostecke wurde vermutlich Ende des 14. Jahrhunderts begonnen, sie und die angrenzende Halle sind neben den Türmen die ältesten erhaltenen steinernen Bauten. 1894 wurde die Kapelle durch Arthur Blomfield restauriert. Der Südflügel entstand um 1529 zunächst als Fachwerkbau mit regelmäßigen Fenstern. Er wurde im 18. Jahrhundert umgebaut, wobei vor allem das mehrgieblige Dach durch ein einheitliches Satteldach ersetzt wurde. Der Nordflügel entstand um 1600, der im 17. Jahrhundert errichtete Ostflügel erhielt seine neugotische Hoffassade durch den Umbau ab 1845.
Südlich des Südflügels der Hauptburg liegen die beiden Flügel der von 1768 bis 1769 nach Plänen von Joseph Turner errichteten Stallungen. Die zweigeschossigen Gebäude wurden um 1850 neugotisch umgestaltet, um diese Zeit erhielten sie einen Zinnenkranz.

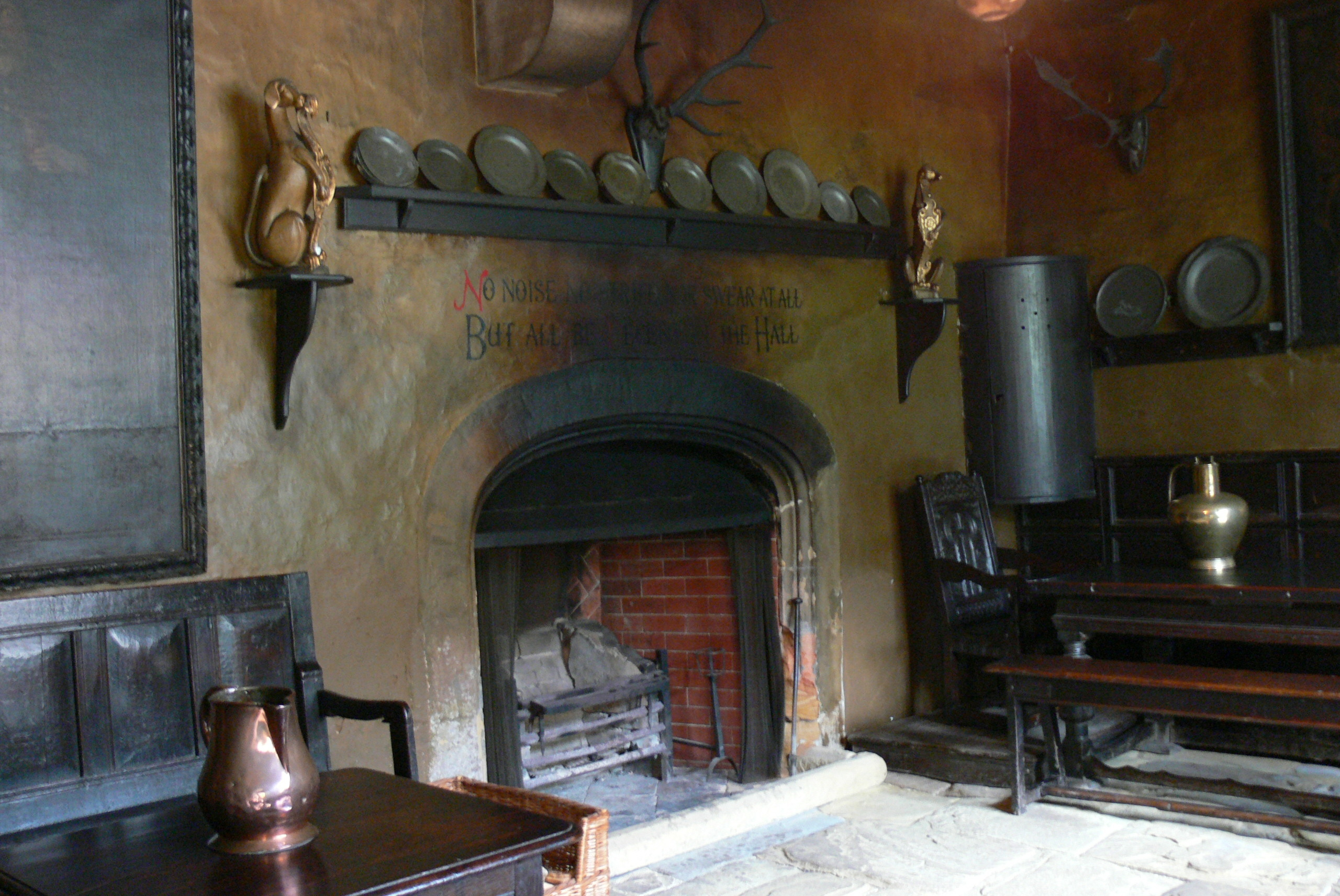
Die Küche im Südflügel

### Inneres

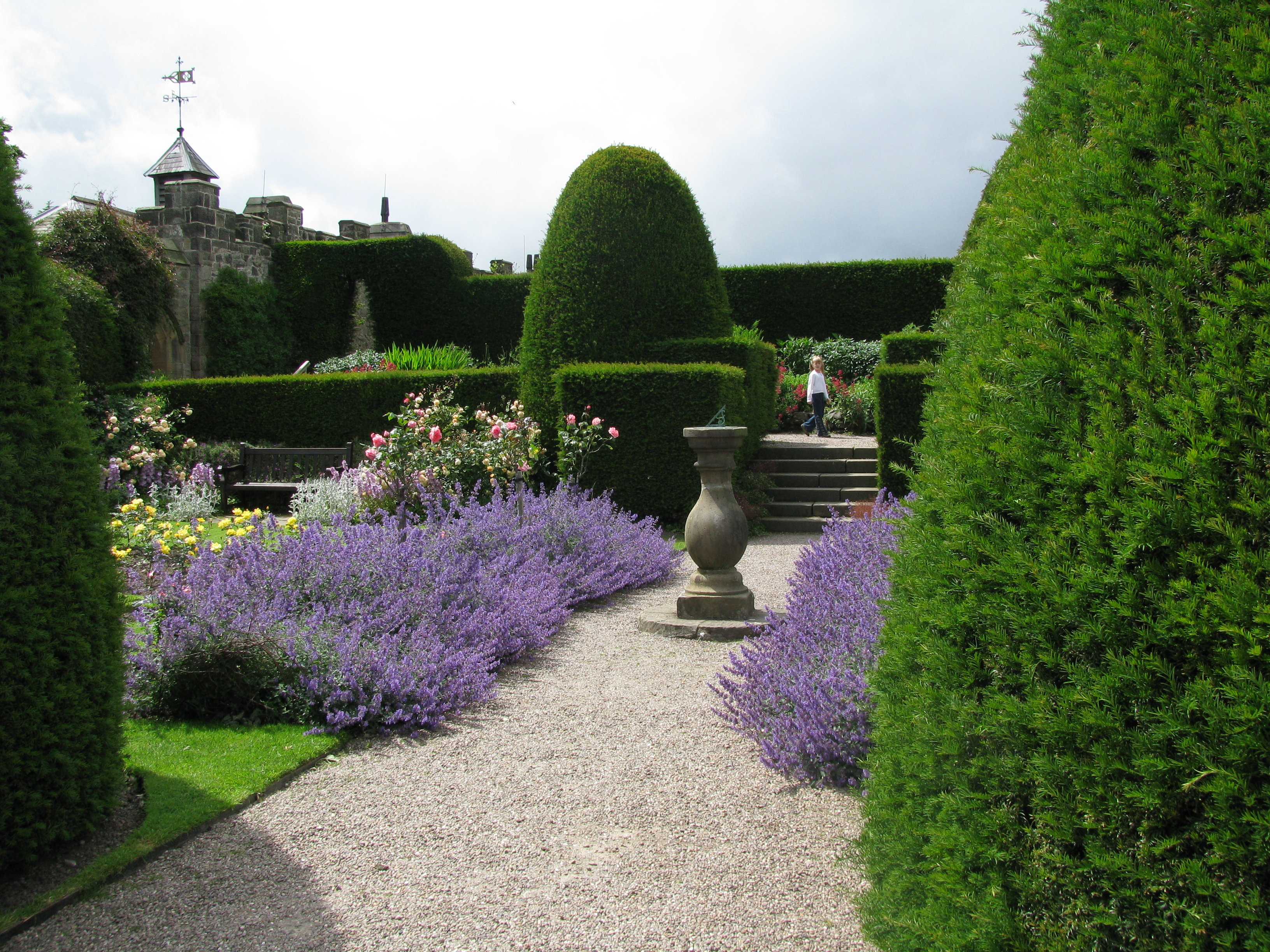
Der formal angelegt Garten westlich der Burg

Die Haupträume des Herrenhauses liegen im Nord- und Ostflügel. Die als Eingangshalle dienende Cromwell Hall diente ursprünglich als Speisesaal. Sie wurde 1778 im georgianischen Stil und dann von 1845 bis 1846 neugotisch umgestaltet. Sie enthält eine Sammlung von Waffen aus der Zeit des englischen Bürgerkriegs. Durch die ehemalige Anrichte erreicht man das Haupttreppenhaus im mittleren Nordturm. Die steinerne Treppe mit schmiedeeisernen Geländer wurde von 1777 bis 1778 nach Entwürfen von Joseph Turner erbaut. Im Obergeschoss des Nordflügels liegen der im georgianischen Stil gestaltete Speiseraum. Der angrenzende georgianische Salon ist mit Wandteppichen geschmückt und besitzt eine prächtige Kassettendecke mit Deckengemälden von George Mullins. In der Nordostecke befindet sich der Drawing Room, der 1796 eingerichtet und neugotisch 1845 umgebaut wurde. Von hier gelangt man in die holzgetäfelte Long Gallery im Ostflügel. Der 30 m lange Saal wurde 1670 für Thomas Myddleton begonnen und 1678 fertiggestellt. Die Kapelle in der Südostecke stammt ursprünglich aus den 1670er Jahren und wurde 1912 zu einem Musikraum umgebaut. Im Südflügel, der im 16. Jahrhundert die Haupträume enthielt, befinden sich die ehemaligen Räume der Dienerschaft, darunter eine große Halle.

### Garten und Park
Die Burg ist von einem 2 ha großen, im 19. Jahrhundert angelegten formalen Garten mit Rasenflächen, geschnittenen Eibenhecken, Formschnittgehölzen, Blumenrabatten und einem bewaldeten Pleasureground umgeben. Die Eibenhecken und Formschnittgehölze wurden ab 1872 durch Richard Myddelton Biddulph angelegt. Der Rosengarten enthält noch eine Sonnenuhr aus dem 17. Jahrhundert. Die Ostterrasse wird durch einen Ha-Ha aus dem 18. Jahrhundert begrenzt und bietet einen weiten Ausblick bis nach Cheshire und Salop. Der weitere Garten ist mit Gruppen von Zierkirschen, Koniferen sowie exotischen Bäumen wie einer Silber-Linde, einem Notro oder einer Klebrige Scheinulme durchsetzt und geht in den Park über.
Weiter wird die Burg von einem 194 ha großen, teils parkartig gestalteten Grundbesitz umgeben, auf dem Wildponys und Schafe leben. Weite Teile des Besitzes sind mit einem alten Eichenwald bestanden. Westlich und südlich der Burg verlaufen Abschnitte des Offa’s Dyke durch den Park, von denen der südliche Abschnitt besser erhalten ist. Der Park liegt in einem als Area of Outstanding Natural Beauty ausgewiesenen Gebiet und ist seit 2012 wegen seines Artenreichtums an Insekten, Fledermäusen, Pilzen und Wildblumen als Site of Special Scientific Interest geschützt. Im Park befinden sich mehrere Gartenhäuser und andere Gebäude aus dem 18. und 19. Jahrhundert, darunter das strohgedeckte Hawk House, die Deerpark Lodge und die beiden New Hall Lodges.

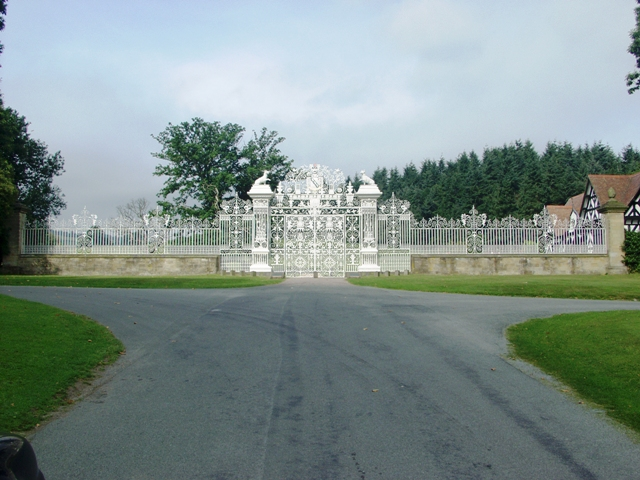
Der schmiedeeiserne Zaun und das Gartentor

An der östlichen Hauptzufahrt befindet sich die Llwyn-y-cil Lodge, ein 1888 im Tudorstil erbautes Fachwerkhaus. Das prächtige schmiedeeiserne Tor und der Zaun wurden zwischen 1712 und 1719 von den Kunstschmieden Robert und John Davies aus Bersham bei Wrexham gefertigt. Ursprünglich stand es direkt vor dem Haupttor der Burg. Nachdem das Tor während der Umgestaltung des Gartens bereits 1770 umgesetzt wurde, wurde es 1888 an seinen jetzigen Standort aufgestellt. Das prächtige barocke Tor ist reich mit Ornamenten und dem Wappen der Myddeltons verziert und heute weiß gestrichen. Die als Kulturdenkmal der Kategorie Grade I geschützten Tore werden von ihrer Qualität mit dem von Jean Tijou gefertigten Gartenzaun von Hampton Court Palace verglichen.